# 2004年夏季残疾人奥林匹克运动会美国代表团
2004年夏季残疾人奥林匹克运动会美国代表团是美国派出的2004年夏季残疾人奥林匹克运动会代表团。获得27枚金牌、22枚银牌和39枚铜牌。